# Stenellipsis subunicolor
Stenellipsis subunicolor là một loài bọ cánh cứng trong họ Cerambycidae.